# Abdallah Djaballah
Saad Abdallah Djaballah (en árabe: سعد عبدالله جاب الله, nacido el 2 de mayo de 1956 en Skikda) es un político argelino y líder del Movimiento para la Reforma Nacional (Ḥarakat al-Iṣlāḥ al-Waṭaniyy), también conocido como MRN y El-Islah, un partido político islamista que dirigió tras una escisión del Partido del Renacimiento Islámico (al-Nahda), el cual había fundado pero del que perdió el control.
Djaballah se presentó dos veces a la presidencia, en 1999 y 2004. En 1999, se retiró junto con otros candidatos de la oposición pocas horas antes del inicio de la votación. En 2004, terminó en tercer lugar en las elecciones, obteniendo alrededor del 5% de los votos.
En 2011, Djaballah fundó el Frente de Justicia y Desarrollo.